# Liberty Place
Liberty Place is een complex van wolkenkrabbers in de stad Philadelphia in de Verenigde Staten. De twee wolkenkrabbers, One en Two Liberty Place hebben hoogtes van 288 en 258 meter. Ook twee winkelcentra en een hotel maken deel uit van het totale complex.

## Geschiedenis
In de stad Philadelphia heerste jarenlang een gentlemans's agreement dat geen enkel gebouw in het Center City van Philadelphia hoger mocht zijn dan het standbeeld van William Penn op het Stadhuis van Philadelphia. Die traditie hield tot de jaren '80 stand toen Willard Rouse aankondigde  een kantoorgebouw te gaan bouwen dat hoger was dan het stadhuis. In mei 1984 gaf het stadsbestuur na de nodige commotie haar officiële toestemming voor de bouw naar een ontwerp van Helmut Jahn met ingenieurstechnieken van Thornton Tomasetti.
De eerste fase van het bouwproject, het One Liberty Place, ving aan op 3 mei 1985. In september van het volgende jaar werd het gebouw al het hoogste van de stad. De eerste huurder in het pand werd Conrail. In 1987 voltooide men het One Liberty Place. Een jaar later begonnen ze met de bouw van Two Liberty Place. In november 1990 ging The Ritz-Carlton open, dat ook deel uitmaakte van het project en een maand later werd ook de wolkenkrabber opgeleverd.
In 1999 verhuisde het Ritz-Carlton naar een ander pand in Philadelphia. Het St. Regis nam de lege plek in. Acht jaar later werd het Liberty Place als hoogste gebouw van de stad ingehaald door het Comcast Center.

## Foto's

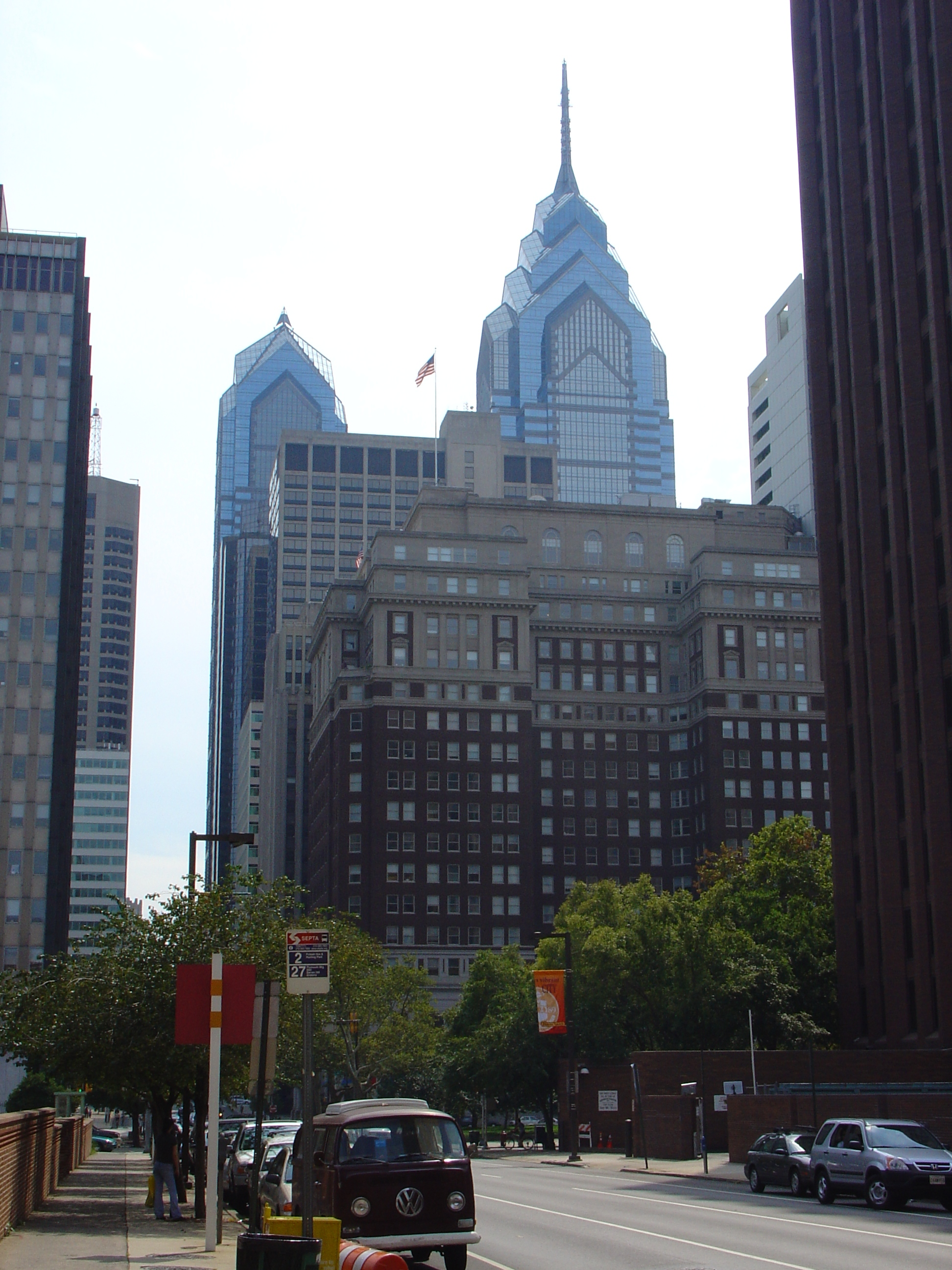
Het complex vanaf de straat gezien
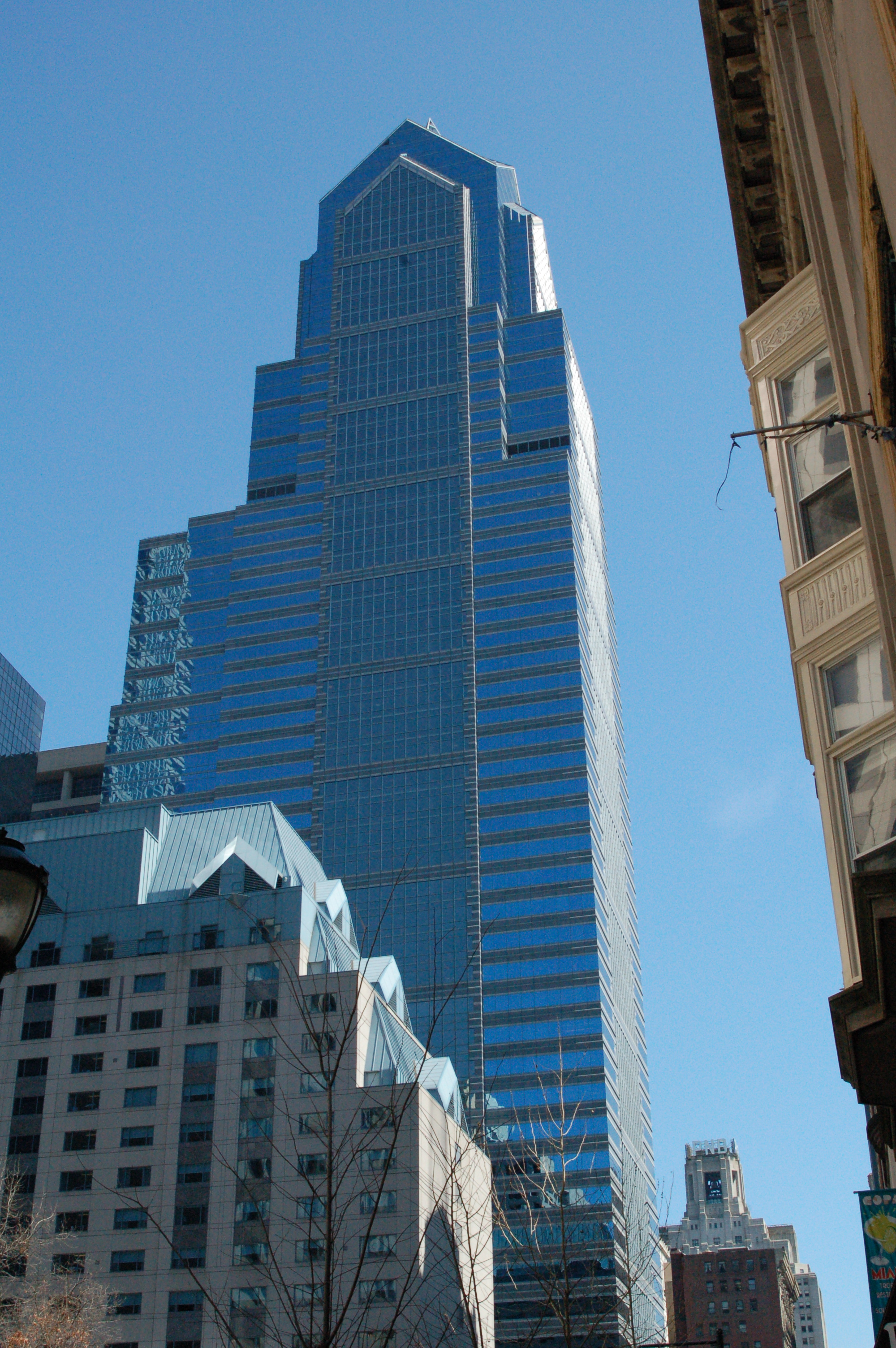
Two Liberty Place